# Tipularia szechuanica
Tipularia szechuanica är en orkidéart som beskrevs av Rudolf Schlechter. Tipularia szechuanica ingår i släktet Tipularia och familjen orkidéer. Inga underarter finns listade i Catalogue of Life.